# Звягин, Павел Захарович
Павел Захарович Звя́гин (1903—1968) — горный инженер, доктор технических наук, профессор, лауреат Сталинской премии второй степени (1947).

## Биография
Родился в 1903 году в Витебске (ныне Беларусь). Окончил среднюю школу в Вышнем Волочке (1920) и ЛГИ (1927), работал на шахтах Донбасса.
С 1929 года доцент ЛГИ, зав. горным сектором Института «Гипрошахт». Руководил строительством шахт в Караганде, Средней Азии, на Дальнем Востоке.
В 1936 году арестован и приговорен к 5 годам ИТЛ. Отбывал наказание в Коми АССР, Ухтпечлаге, Ухтижемлаге. С 1938 года руководил проектированием и строительством первой в СССР нефтяной шахты на Ярегском месторождении.
Освобожден условно-досрочно 10 июля 1940 года.
В 1940—1952 годы работал на Ухтинском комбинате НКВД: гл. инженер ПСО, начальник ГСО, гл. инженер нефтешахты № 1, зам. главного инженера комбината.
В 1952—1953 годы гл. инженер Кировскстроя (Апатиты, Мурманская область).
С 1953 года научный сотрудник НИИ угольной промышленности (Люберцы, Московская область).
Доктор технических наук (1962), профессор.
Умер 24 декабря 1968 года.

## Сочинения
- Выбор мощности и сроков службы угольных шахт : эффективность капиталовложений на шахтах/ П. З. Звягин. М. : Госгортехиздат, 1963. 468 с. : ил.

## Награды и премии
- Сталинская премия второй степени (1947) — за разработку и внедрение шахтного способа добычи нефти в условиях Ухты
- орден Трудового Красного Знамени
- орден «Знак Почёта»
- медали
- знак «Шахтёрская слава» I и II степени.